# Horia (Neamț)
Horia is een Roemeense gemeente in het district Neamț.
Horia telt 7148 inwoners.